# Монте-Карло (фильм, 1930)
«Монте-Карло» (англ. Monte Carlo) — кинофильм режиссёра Эрнста Любича, вышедший на экраны в 1930 году. Экранизация романа Бута Таркингтона «Месьё Бокер» (англ. Monsieur Beaucaire). Большую популярность приобрела песня «Beyond the Blue Horizon», написанная специально для фильма.

## Сюжет
Молодая графиня Хелен Мара сбегает с собственной свадьбы с уже немолодым герцогом фон Либенхаймом. Заскочив в первый попавшийся поезд и узнав, что тот едет в Монте-Карло, она решает отправиться в игорную столицу Европы. Графиня рассчитывает выиграть в казино необходимую для жизни сумму, однако проигрывает все деньги и оказывается на грани разорения. Тем временем, на неё обращает внимание молодой граф Рудольф, который притворяется парикмахером и нанимается к графине. Очень скоро он становится её незаменимым слугой…

## В ролях
- Джек Бьюкенен — граф Рудольф Фарьер
- Джанет Макдональд — графиня Хелен Мара
- Клод Аллистер — герцог Отто фон Либенхайм
- Сейзу Питтс — Берта
- Тайлер Брук — Арман
- Джон Рош — Поль
- Лайонел Белмор — герцог Густав фон Либенхайм
- Альберт Конти — церемониймейстер